# Isabel Piquer
Isabel Piquer es una actriz mexicana y española. Ha girado por la república mexicana con diversas obras, actuado en los teatros más importantes de la Ciudad de México, participado en cortometrajes y series televisivas y protagonizado el largometraje Ocean Blues de la productora Yellow Films, opera prima del director Salomón Askenazi. Además es becaria del FONCA (Fondo Nacional para la Cultura y las Artes) en la categoría Creadores Escénicos 2010-2011 y durante su formación, ganó el reality show: Pasaporte a la fama organizado por TNT Latinoamérica en 2004 gracias a su libro La Profecía Celestina.

## Historia
Isabel Mercedes Piquer de Valerga nació en la ciudad de México el 14 de noviembre de 1981, hija de Isabel de Valerga García y Fernando Piquer Carbó (†), nieta de Azucena Isabel Gracia Duke, Mercedes Carbó, Pedro María de Valerga Anchorena y de Manuel Piquer y Laudo, General Intendente de Ejército, licenciado en farmacia, infansón de Illescas, bisnieta de Manuel Piquer y Martínez gentilhombre de cámara de Su majestad el Rey, Infanzón de Illescas y Gran Cruz de San Hermenegildo, hidalgo de España.
En su niñez participó en comerciales, fue extra en Carrusel de Niños y, poco a poco, desarrolló su amor por la actuación. En 2001, a sus 19 años entra a estudiar en MyM studios, la escuela de Patricia Reyes Spíndola, donde cursa tres semestres. Posteriormente entra a la academia Arte's Pasión de Natalia Traven del 2002 al 2004 para más tarde ingresar al reality show: Pasaporte a la fama, organizado por TNT Latinoamérica en 2004 a sus 22 años, resultando la ganadora. El premio del reality consistía en ser enviada a estudiar actuación en Los Ángeles, California, donde ella reside un año estudiando actuación en The Larry Moss Studio con Michelle Danner. Al volver a la ciudad de México estudió un año más en Arte's Pasión.
Ha cocreado dos montajes y trabajó con la compañía Oscura y Verde Realidad dirigida por Xavier Villanova, dramaturgo, becario de la fundación de letras mexicanas, ganador del Premio Nacional de Dramaturgia Emilio Carballido 2010 con quien también estelarizó la película OCEAN BLUES.

## Obras de Teatro
Su primera obra profesional fue Amar en fuga, monólogo que estrenó en el Centro Cultural Helénico en 2005, dirigida por Marco Vieyra, obra que fue seleccionada para el festival de monólogos del INBA en 2006.
"Autopsia a un copo de nieve", escrita por Luis Santillán, premio nacional de dramaturgia del instituto nacional de bellas artes, dirigida por Richard Viqueira con temporada en el teatro Santa Catarina de la UNAM.
"Dios es un DJ" del dramaturgo alemán Falk Richter, dirigida por Gabriel Figueroa Pacheco, con estreno en el Teatro Julio Castillo, temporada en el Teatro Granero del Centro Cultural del Bosque y el teatro Julio Prieto.
Inaugura el espacio cultural "Trolebús Escénico" con la obra "Jardinería Electronik" dirigida por Marco Vieyra, proyecto apoyado por el FONCA.
"¿Quién encendió la llama?" obra seleccionada y apoyada por el festival artístico Jewish Salons, escrita y dirigida por Xavier Villanova.
"OCEAN BLUES", monólogo que coescribió con Xavier Villanova, la cual tuvo temporada en el café 22, cerró el festival Visiones Teatrales en Celaya y se hizo película
En 2011 cocreó  la obra Vértigo 11:11, proyecto apoyado por el FONCA con la beca creadores escénicos.
Protagonizó la obra "BIRDSTRIKE" ganadora del Premio Nacional de Dramaturgia Emilio Carballido 2010, escrita por Xavier Villanova con temporada en el Foro la Gruta en 2012.
En 2013 participó en la obra Litoral de Alberto Gallardo.

## Televisión
- Drenaje profundo (2010), serie producida por TV Azteca .... Montserrat.
- Bienes raíces (2010), serie producida por Canal Once .... Virginia.
- Capítulos unitarios de Lo que callamos las mujeres y La vida es una canción (TV Azteca)

## Cine
"El secreto de Martín Cordiani" cortometraje dirigido por Isaac Ezban, protagónico, personaje: Samantha Cordiani, producida por Yellow Films y la Universidad Iberoamericana, ganador de una mención honorífica en el Festival Internacional de Morelia 2009. 
"OCEAN BLUES" largometraje dirigido por Salomón Askenazi, basado en la obra de teatro OCEAN BLUES, coescrita y coproducida con Xavier Villanova quien también estelariza la película producida por Yellow Films, personaje protagónico: Isabel. 